# Брайън Молко
Брайън Молко е белгийско-британски музикант, текстописец, главен вокалист и китарист на групата „Пласибо“.

## Биография
Роден е в Брюксел на 10 декември 1972 г. Баща му е американец с френско-италианско потекло, а майка му е шотландка. Има по-голям брат на име Стюърт. Семейството на Молко често се мести по време на детството му, той израства в град Дънди, в Либерия, Ливан и Белгия, където в крайна сметка се установяват за доста дълго време.
Брайън е бисексуален и расте в строго семейство, което не одобрява артистичното изразяване (баща му иска да стане банкер). Той се противопоставя, приемайки двуполов образ, носейки червило, лак за нокти, очна линия и слушайки пънк.
Учи драма в Голдсмитс в Лондон.
През 2005 г. тогавашната му приятелка Хелена Берг ражда техния син.